# Ansuino da Forli

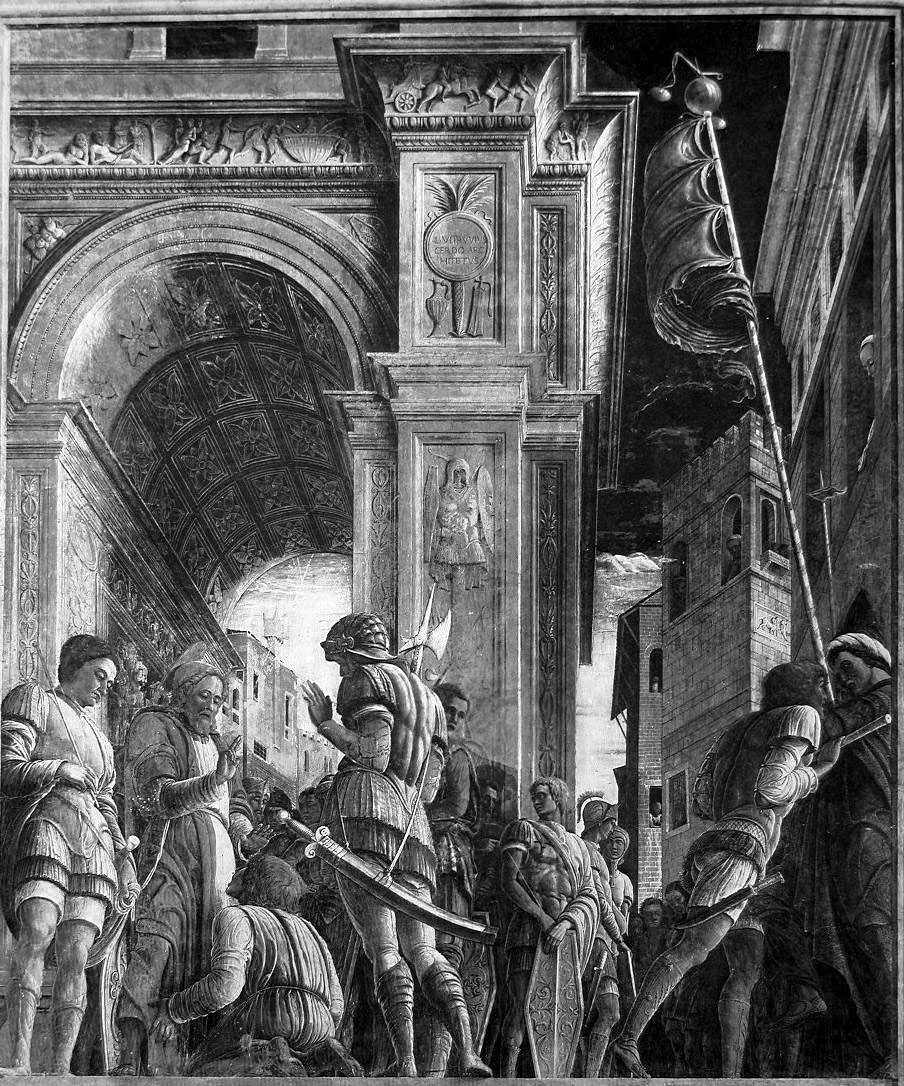
El apóstol Santiago es conducido al suplicio, de Andrea Mantegna con la colaboración de Ansuino da Forli, Eremitani de Padua, frescos actualmente destruidos.

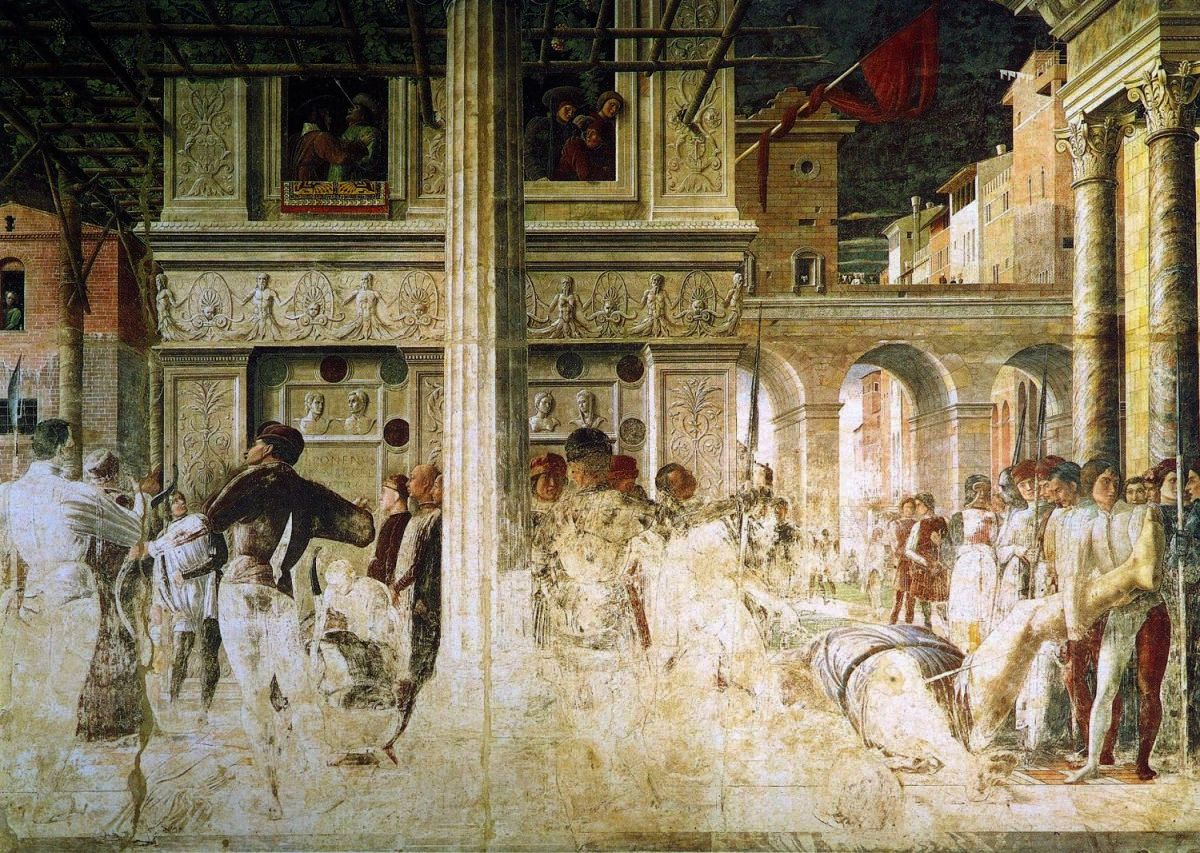
Restos de los frescos de la Capilla Ovetari, en los Eremitani de Padua.

Ansuino da Forli fue un pintor quattrocentista nacido en Forli, que colaboró con Fra Filippo Lippi y con Niccolo Pizzolo en diversos trabajos. Se formó junto a Francesco Squarzione.
Se supone que fue el maestro de otros artistas posteriores, como Melozzo da Forli y Andrea Mantegna, con quien trabajó en las decoraciones al frescos de la Cappella de Santi Jacopo e Cristoforo en la iglesia de los Eremitani en Padua (destruidos durante la Segunda Guerra Mundial).
Tenemos pocos datos de su carrera. Un documento datado el 30 de octubre de 1451 recoge el pago de un fresco, firmado como OPVS ANSVINI, con la Predicación de San Cristóbal para la Capilla Ovetari de los Eremitani de Padua. Ansuino y otros artistas fueron contratados para realizar seis escenas de la vida de San Cristóbal en sustitución de Antonio Vivarini y Giovanni d'Alemagna tras la muerte de este último rn 1450.
Se ha identificado a Ansuino como el Ansuyn da Furlì mencionado por Marcantonio Michiel como colaborador de Filippo Lippi y Niccolo Pizzolo en la decoración (1434-37, destruida) de la Capilla del Podestà en Padua.